# Tiszadob
Tiszadob – miejscowość i gmina w komitacie Szabolcs-Szatmár-Bereg, powiecie Tiszavasvári.

## Położenie
Leży w zachodnim krańcu komitatu, obok Martwej Cisy (Holt-Tisza) w odległości 42 km od Nyíregyházy, 21 km od Tiszavasvári i 17,5 km od Tiszalöku.
Dociera tu linia kolejowa Ohat-Pusztakócs–Nyíregyháza, ale od 13 grudnia 2009 roku, po zmianie rozkładu jazdy, zawieszono komunikację osobową na odcinku Tiszalök–Ohat-Pusztakócs, na którym znajduje się Tiszadob.

## Historia

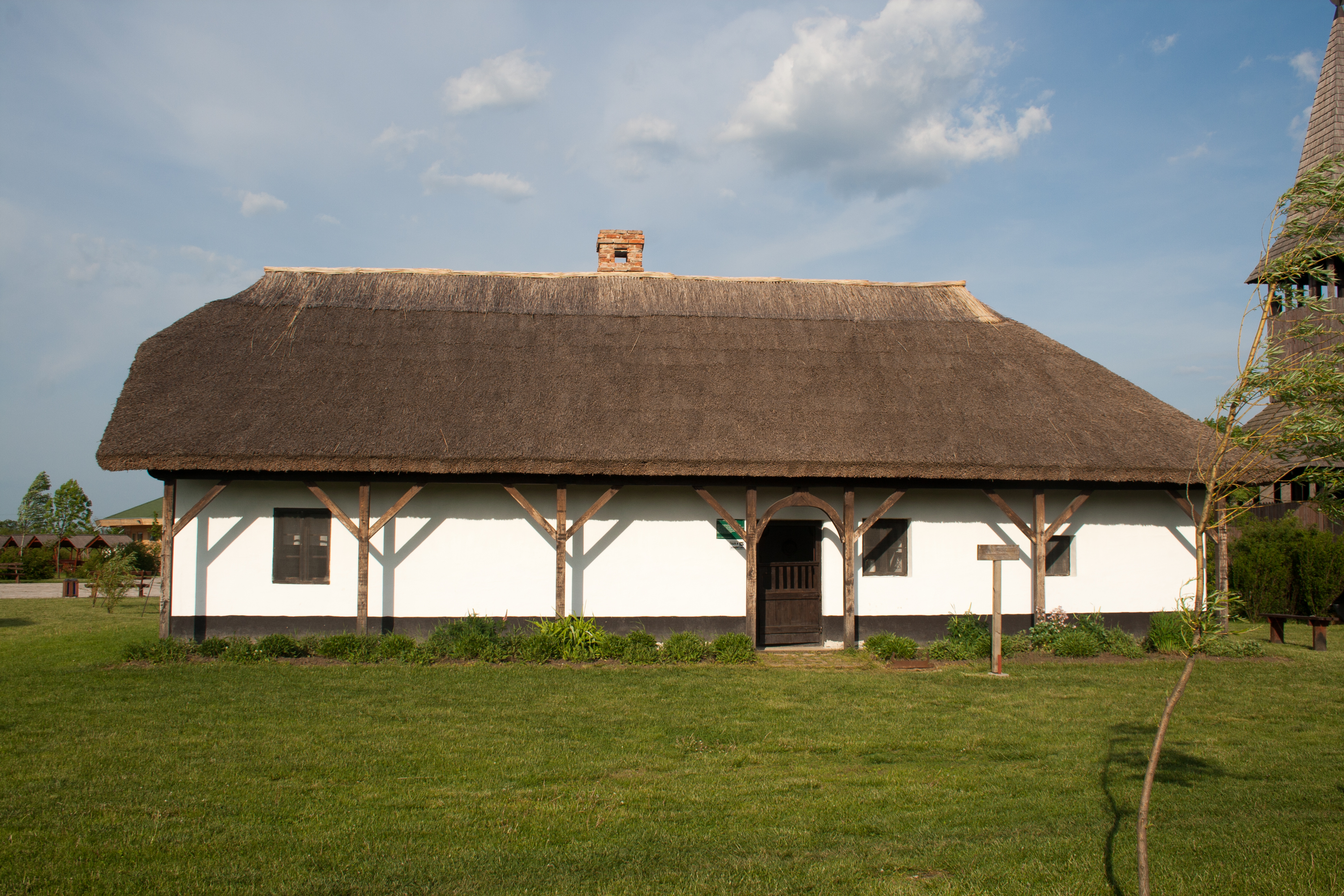
Rekonstrukcja starego (XIX–XX w.) w skansenie budynku z Tiszadob w skansenie M3 Archeopark

Tiszadob i okolica była zamieszkała jeszcze przed zajęciem ojczyzny przez Węgrów. W czasie wykopalisk przeprowadzonych w okolicy odkryto przedmioty z epoki brązu, ślady sarmackiego cmentarza, a na granicy wsi natrafiono na przechodzący tędy Limes Sarmatiae i ślady grodziska.
Pierwsza pisemna wzmianka o miejscowości pochodzi z 1220 roku, z dokumentu Váradi Regestrum, a następna z 1336 r.
Przez dłuższy czas była własnością królewską, a później gałęzi rodu Gutkeled z Dob. W 1430 r. król Zygmunt Luksemburski darował ją biskupstwu w Egerze.
Od 1588 r. wśród właścicieli znalazł się ród Batorych. Do końca XVII wieku należała do Franciszka II Rakoczego i jego starszej siostry, jednak po upadku powstania posiadłość tę Rakoczym skonfiskowano.
W 1746 r. Tiszadob zostaje kupiony przez Ferenca Károlyiego, a następnie poprzez związki małżeńskie trafia wraz z okolicą w ręce rodu Andrássy.
W 1846 r. tutaj zaczyna się symbolicznie regulacja Cisy. Właśnie w Tiszadob hrabia István Széchenyi wbija pierwszą łopatę.
Uczestników tego wielkiego wydarzenia uwiecznia powstały tu pomnik z imionami Istvána Széchenyiego, Gyuli Andrássyego i Pála Vásárhelyiego.

## Skład etniczny
W 2001 r. 93% mieszkańców określiło swoją narodowość jako węgierską, a 7% jako cygańską.

## Zabytki
- Pałac Andrássych

Pałac został wybudowany w latach 1880–1885 na zlecenie byłego premiera Węgier Gyuli Andrássyego na podstawie projektu Ignáca Alpára w stylu francuskiego gotyku. Palac ma 365 okien (liczba dni w roku), 52 pokoje (liczba tygodni), 12 wież (liczba miesięcy) i 4 wejścia (liczba pór roku).
- Park angielski i francuski

Rozciąga się wokół zamku. W jednej z szaf zamkowej biblioteki było wejście do tajemnego tunelu, prowadzącego pod dnem Cisy do zameczku na wyspie. Tunel ten uległ już przed laty zawaleniu.
- Panneau Tamása Péliego

Współczesne dzieło artystyczne romskiego malarza Tamása Péliego o wymiarach 9 × 4,5 m.
- Pałac Ókenézi (Ókenézi kastély) lub pałac Aladára Andrássyego (Andrássy Aladár-kastély):

wybudowany jako pałacyk myśliwski przez Aladára Andrássyego na początku XIX wieku.
- Wieża Tubus: spichlerz w kształcie wieży. Sándor Andrássy otoczył go murem, który w większości dotrwał do naszych czasów. Obecnie znajduje się w nim muzeum regionalne.
- Kościół ewangelicki: wybudowany na średniowiecznych fundamentach w stylu późnobarokowym. Drewniane sklepienie kasetonowe zostało wykonane w 1877 r. Kamienna ambona w stylu rokokowym została uznana za zabytek.

## Wartości przyrodnicze
Pięćsethektarowy park pałacowy i otaczający go obszar Martwej Cisy (Holt-Tisza), zajmujący ok. 1000 ha, znajdują się pod ochroną. Na obszarze tym znajdują się starorzecza, lasy łęgowe i użytki zielone.
Tutaj również znajduje się największa kolonia czapli nad Cisą.

## Znani mieszkańcy
- István Gulyás (ur. 29.03.1867 w Tiszadob, zm. 13.08.1941 w Debreczynie) – pedagog, historyk literatury i autor podręczników. Ojciec Pála Gulyása, poety.
- Katinka Andrássy („Czerwona Hrabina”) urodziła się w tutejszym pałacu.
- Mátyás Réti (* Tiszadob, 1922 – † Budapeszt, 2002) artysta malarz
- Ilona Szebeni (właśc. Ilona Bózendorf) pisarka  († Budapeszt, 1997) urodziła się tu w 1927 r. Książki, które napisała na temat przymusowej pracy Węgrów w Związku Radzieckim po II wojnie światowej, znanej pod nazwą maleńkij robot, są pracami źródłowymi: Merre van a magyar hazám?… : kényszermunkán a Szovjetunióban, 1944–1949. (Gdzie jest moja węgierska ojczyzna: na pracach przymusowych w Związku Radzieckim, 1944–1949) (1991) i Haza fogunk menni : kényszermunkán a Szovjetunióban, 1944–1949. (Pojedziemy do domu: na pracach przymusowych w Związku Radzieckim, 1944–1949) (1993). Oprócz tego była autorką książek dla dzieci.
- László Alföldi (* Tiszadob, 1928), hydrogeolog
- Tutaj spędził dzieciństwo Ferenc Juhász (* Nyíregyháza, 1960), poseł do węgierskiego parlamentu, wiceprzewodniczący Węgierskiej Partii Socjalistycznej, były minister obrony
- Ibolya Oláh, węgierska piosenkarka i celebrytka
- József Bokor, inżynier elektryk
- Kálmán Káli-Horváth, artysta, performer, specjalista od mediów, pisarz. W 1996 r. pojawił się i rozbłysnął jak gwiazda młody człowiek, recytujący wiersze w telewizyjnym konkursie talentów KI-MIT-TUD? W ciągu 10 lat stał się, dzięki Duna TV, powszechnie znany jako reżyser, prezenter, konferansjer i prowadzący programy informacyjne.

Znany jest również jako założyciel grupy twórczej „Tiszadobiak” (Tiszadobiacy) oraz duchowy ojciec współczesnego kierunku artystycznego FREE-Presszionista. Po rozpadzie grupy Tiszadobiak stał się duchowym przywódcą „FREE-Presszionista Roma Műhely Egyesület” (Stowarzyszenia Romskich Warsztatów FREE-Presszionista). Z jego imieniem jest związany, przygotowany w ramach programu ramowego węgierskiego Ministerstwa Oświaty, pierwszy i jak dotąd jedyny podręcznik romskiej etnografii, który w podziale na jednostki lekcyjne omawia historię i kulturę Cyganów i jest przeznaczony dla szkoły podstawowej (klasy 1–8).
Przez dwa lata pracował samodzielnie w Danii jako nauczyciel i artysta oraz uczęszczał na wykłady z wiedzy teologicznej na międzynarodowym uniwersytecie biblijnym „Apostolic Bibble College”. Tam też prowadził dla studentów zajęcia praktyczne  z komunikacji medialnej i sztuki.